# Траоре, Амаду
Амаду́ Траоре́ (фр. Amadou Traoré; родился 7 марта 2002, Париж, Франция) — французский футболист гвинейского происхождения, полузащитник французского клуба «Бордо».

## Футбольная карьера
Амаду - уроженец Парижа. Родители являются эмигрантами из Гвинеи. Футболом начинал заниматься в шесть лет в школе футбольного клуба «Париж». В 13 лет перешёл в академию футбольного клуба «Бордо». С сезона 2018/2019 выступает за вторую команду клуба. 11 августа 2018 года дебютировав за вторую команду в поединке Насьональ 2 против команды «Мулен Изёр».
В сезоне 2020/2021 был подключен к тренировкам с основной командой. 25 октября 2020 года дебютировал в Лиге 1 в поединке против Нима, выйдя на замену на 83-й минуте вместо Хатема Бен Арфа.